# Станкевич, Мамерт
Мамерт Станкевич (пол. Mamert Stankiewicz, 22 января 1889, Митава (ныне Елгава) — 26 ноября 1939) — капитан корабля польского флота, Лейтенант-командир 2-го польского флота, командир кораблей «Львов», «Полония» и «Пилсудский», известный как Значи Капитан, также как главный герой романа Кароля Ольгерда Борхардта «Значи Капитан».

## Биография
Мамерт родился в Митаве, в семье польского дворянства из Виленской губернии; его отец был офицером русской армии, служил и жил в Митаве. Он был вторым родным братом — у него было три брата, в том числе матросы Ян, Роман и Александр (сапёр), и две сестры (Галина и Ирена). В 1903 году Мамерт Станкевич поступил в Морской кадетский корпус в Санкт-Петербурге. После его окончания и учебной поездки на крейсере «Аврора» по Средиземному и Черному морям, в 1910 году ему было присвоено первое офицерское звание мичмана. Потом служил в российском флоте, а именно на Балтийском флоте. Первоначально он служил в Лиепае, последовательно на эсминцах «Боевой», «Стерегущий» и канонерской лодке «Грозящий». В то время он закончил высшие курсы старшего офицера по навигации и женился на Хелене Янковской. От этого союза родились четыре дочери: Зофья, Анна, Ирена, Янина.
Незадолго до и в начале Первой мировой войны вновь служил на эсминцах «Стерегущий» и «Туркмен Ставропольский», штурманом флагманского корабля эскадры. В 1915 году эти корабли действовали в Рижском заливе, в основном патрулируя. В то время Мамерт Станкевич также принимал участие в минировании залива. Затем он стал младшим, а потом и старшим штурманом флагмана эскадры крейсеров — броненосного крейсера «Рюрик», которым и был до весны 1917 года. В мае 1917 года он стал штурманом штаба эскадры, объединявшей все морские силы в Рижском заливе. В августе 1917 года командовал минированием. После начала Октябрьской революции поехал в США. В 1918–1919 годах был сотрудником консульства России в Питтсбурге, США. Впоследствии отправлен в Сибирь на речную флотилию. Арестован ЧК, находился в заключении в Иркутске, а затем, до середины мая 1921 года, в лагере в Красноярске.
С июня 1921 года в Польше, проверен в звании подпоручика со старшинством с 1 июня 1919 года и назначен в Морское училище в Тчеве начальником Штурманского отделения. В то же время он читал лекции по астрономии и навигации в Морской офицерской школе в Торуни. Переводил книги и навигационные пособия с английского и русского языков на польский язык. В 1923 году он участвовал в походе в Бразилию на паруснике «Львов», принадлежавшем Морскому училищу, а в 1924–1926 годах командовал «Львовом» в качестве коменданта, затем начал работать на торговых судах и лоцманом в Морском управлении в Гдыне.
В 1927 году он стал капитаном первого корабля, купленного специально для польского торгового флота, СС «Вильно», и ввёл его в порт Гдыня: это был первый заход в Гдыню торгового судна под польским флагом. Название «Вильно» на самом деле было предложено Мамертом Станкевичем. С тех пор ему доверяют самые престижные команды. Когда в 1931 году была основана компания Gdynia-Ameryka Linie Żeglugowe, к ней присоединился Мамерт Станкевич, который последовательно командовал трансатлантическими лайнерами «Pułaski», а затем крупнейшим в то время «Polonia». Он руководил строительством нового флагманского океанского лайнера MS «Piłsudski» и стал его капитаном. Станкевич командовал им во время своего первого плавания, а позже из-за тяжёлой болезни сошёл с корабля, но после излечения снова принял командование.

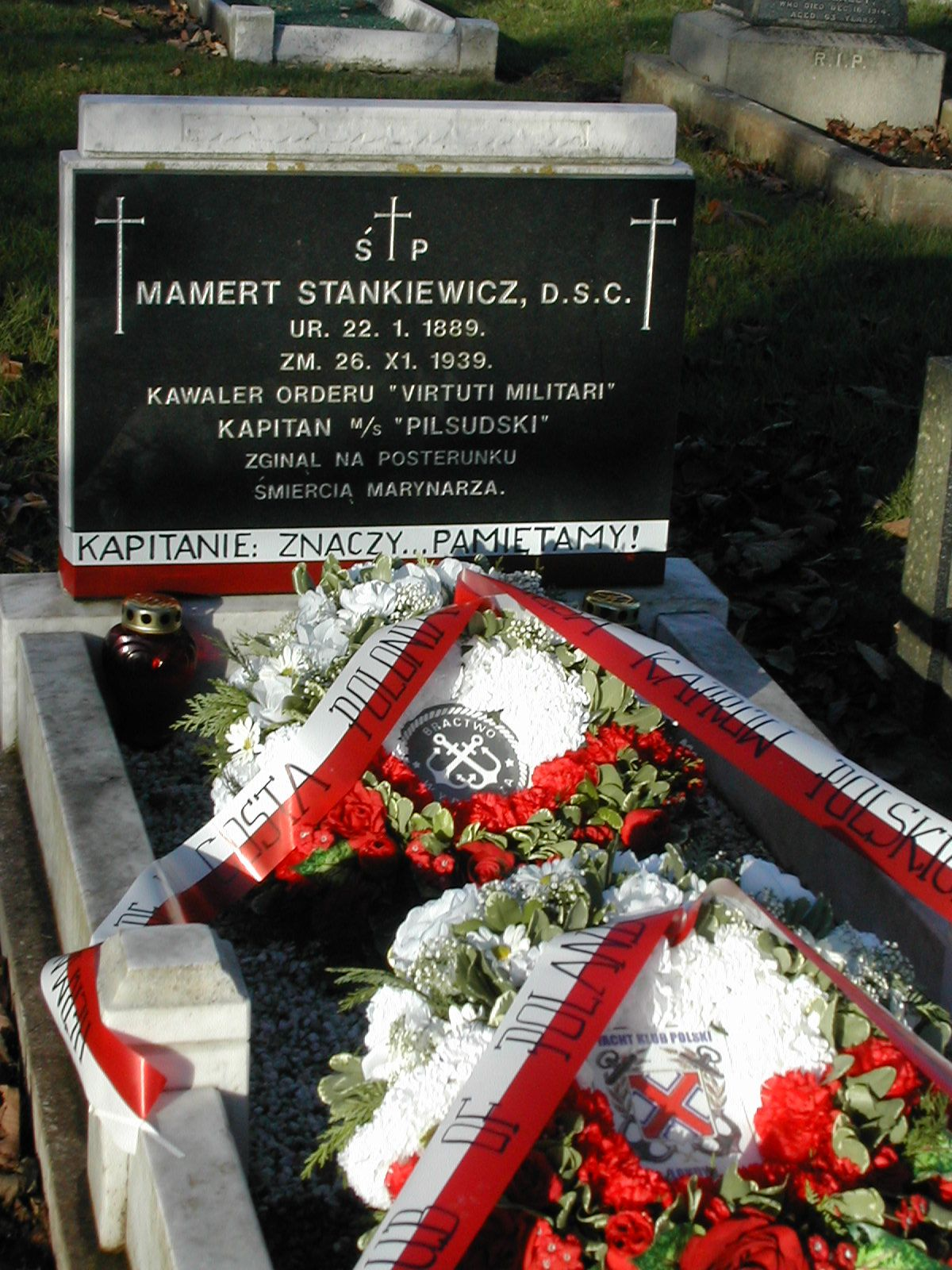
Могила капитана Мамерта Станкевича в Хартлпуле, 2005

В июле 1939 года он уехал в отпуск в Закопане, а на MS Piłsudski его заменил брат, капитан Ян Станкевич. 24 августа его отозвали из отпуска и приказали перебросить SS «Костюшко» в Великобританию. Kościuszko покинул Гдыню 28 августа и 2 сентября прибыл в Дартмут в Великобритании. 24 ноября он принял командование «Пилсудским», переименованным в боевой транспорт (ORP „Piłsudski”). 25 ноября ОРП «Пилсудский» отправился в свой первый военный рейс в составе конвоя в Новую Зеландию. 26 ноября в 5:36 на океанском лайнере прогремело два взрыва. Капитан Станкевич остался на борту, чтобы проверить, покинул ли его весь экипаж. Покинул корабль с двумя последними матросами (один спрятался на борту в спасательной шлюпке и пережил катастрофу). Через полтора часа выживших настиг британский эсминец HMS «Valorous». Мамерт Станкевич умер от переохлаждения и сердечного приступа на борту корабля. Судовому врачу Вацлаву Корабевичу, спасённому ранее, не удалось спасти капитана, к тому же он не узнал капитана из-за необычно изменившихся черт лица (капитан также поседел за несколько часов).
Его имя присвоено спущенному на воду 13 ноября 1962 года кораблю MS «Kapitan M. Stankiewicz».
Посмертно награжден орденом Virtuti militari и британским крестом за выдающиеся заслуги.
Он был похоронен с военной помощью на кладбище Вест-Вью на Вест-Вью-роуд в Хартлпуле недалеко от Мидлсбро, на восточном побережье Англии (местоположение могилы капитана Мамерта Станкевича, участок: PLOT 2 RCM на кладбище Вест-Вью в Хартлпуле). О бывшей могиле капитана Мамерта Станкевича заботилась Ассоциация офицеров Польского торгового флота в Лондоне, в настоящее время она передана YKP в Лондоне. Его символическая могила находится на Воинском кладбище в Повонзках в Варшаве (участок B23-8-14).

## Память